# 阿奈 (涅夫勒省)
阿奈（法語：Annay，法語發音：[anɛ]）是法国涅夫勒省的一个市镇，位于该省西北部，属于卢瓦尔河畔科讷库尔区。

## 地理
阿奈（47°32'9"N, 2°55'58"E）面积26.27 平方千米，位于法国勃艮第-弗朗什-孔泰大區涅夫勒省，该省份为法国中部省份，北至约讷省，西北接卢瓦雷省，西接谢尔省，南至阿列省，东南接索恩-卢瓦尔省，东临科多尔省。
与阿奈接壤的市镇（或旧市镇、城区）包括：法沃雷勒、图村、阿尔基扬、卢瓦尔河畔拉塞勒、卢瓦尔河畔讷维。

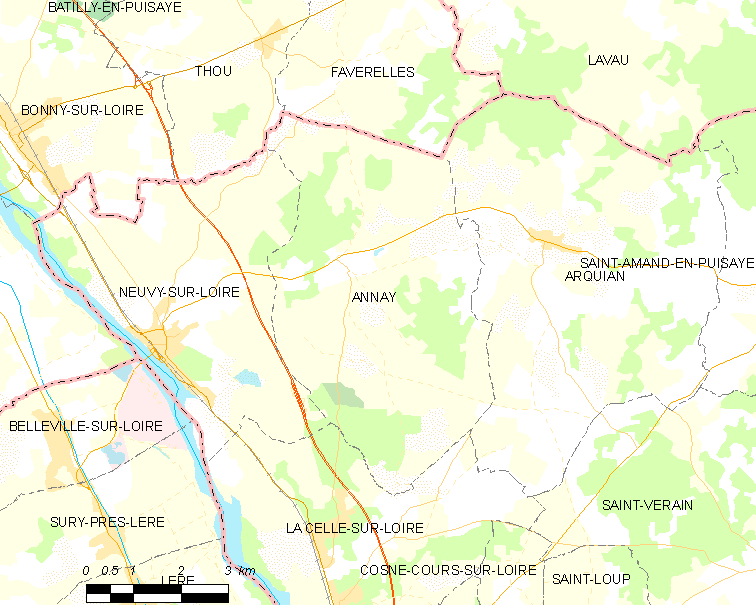
的OSM定位图

阿奈的时区为UTC+01:00、UTC+02:00（夏令时）。

## 行政
阿奈的邮政编码为58450，INSEE市镇编码为58007。

## 政治
阿奈所属的省级选区为卢瓦尔河畔普伊县。

## 人口

1962-2008年间人口变化图示

阿奈于2022年1月1日时的人口数量为345人。